# Darmstadt Whippets
Der Baseball Club Darmstadt Whippets 1992 e. V. ist ein deutscher Baseball- und Softballclub. Der Verein wurde 1992 von Jugendlichen gegründet und gewann 1995 mit der Jugend die Deutsche Meisterschaft. 1996 wurde er mit dem Grünen Band der Dresdner Bank für seine vorbildliche Talentförderung im Verein ausgezeichnet. Mittlerweile sind die Whippets der größte eigenständige Baseballverein in Hessen.
Die 1. Herrenmannschaft spielt in der 2. Baseball-Bundesliga. Die Heimspiele werden auf dem Memory-Field in Darmstadt ausgetragen.

## Geschichte
Bereits vor Gründung des Vereins traf sich 1991 eine Gruppe von Jugendlichen zum regelmäßigen Baseballspielen auf dem Bolzplatz hinter der Frankensteinschule in Darmstadt-Eberstadt.
Regelkenntnis und Ausrüstung waren damals nur unzureichend vorhanden, dennoch beschloss man 1992 einen eigenen Verein, den Baseball Club Eberstadt Whippets 1992 e. V., zu gründen. Am 11. September wurde die Gemeinnützigkeit vom Finanzamt anerkannt, es folgten die Eintragung ins Vereinsregister des Amtsgerichts Darmstadt am 20. Oktober, die Aufnahme in den Hessischen Baseball & Softballverband am 1. November und die Aufnahme in den Landessportbund Hessen am 15. Dezember. Der Name wurde 1993 in Baseball Club Darmstadt Whippets 1992 e. V. geändert.
Die Jugendmannschaft der Whippets gewann 1995 die Deutsche Meisterschaft. Die Whippets wurden 1996 für gute Jugendarbeit und vorbildliche Talentförderung im Verein mit dem Grünen Band ausgezeichnet. Dem 1. Herrenteam der Whippets gelang 1999 der Aufstieg in die 2. Bundesliga.

## Ballpark

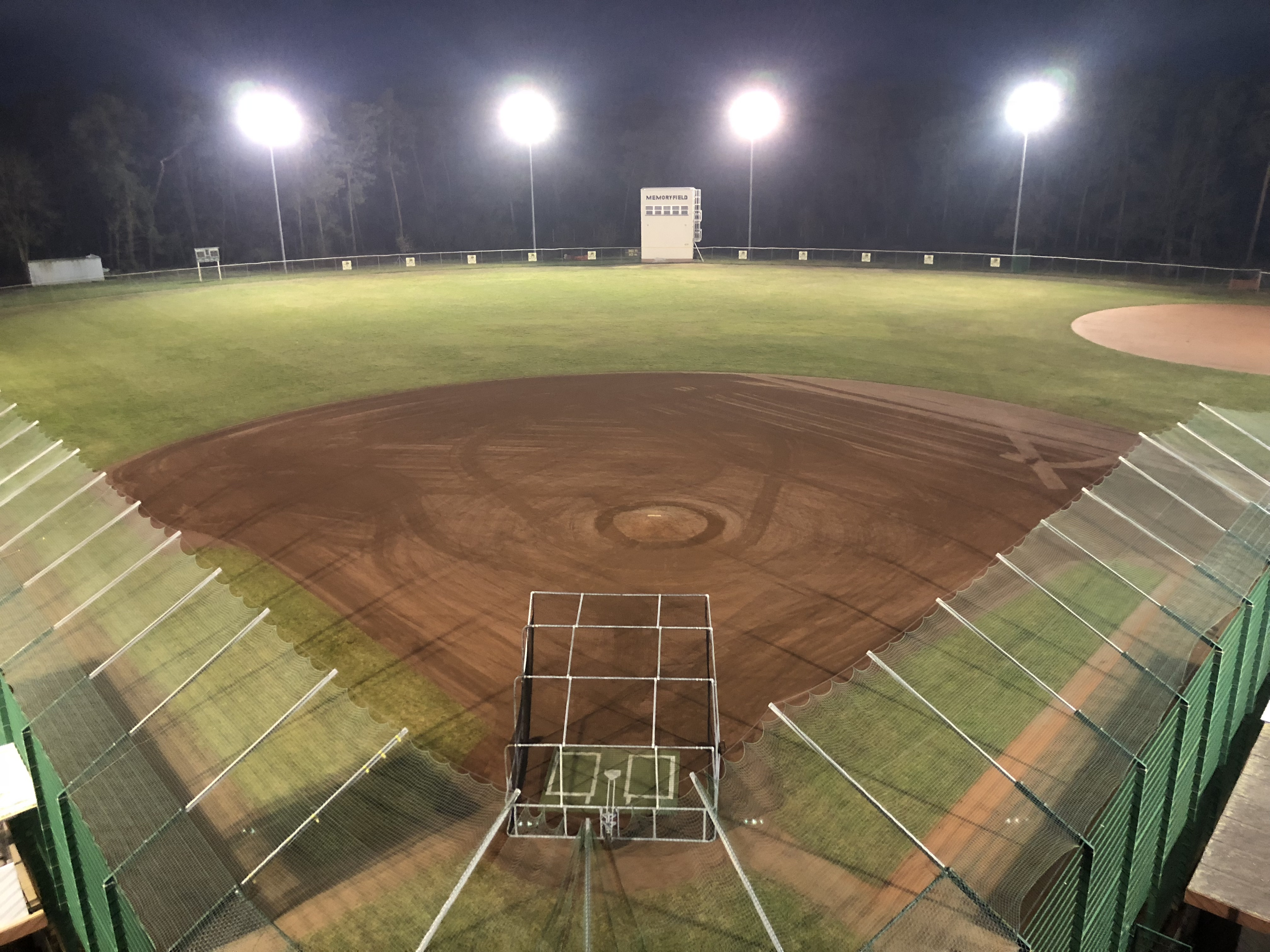
Das Memory-Field bei Nacht

Die Whippets tragen ihre Heimspiele auf dem Memory-Field (Eschollbrücker Straße 71, 64295 Darmstadt) aus. Dort befindet sich auch die Geschäftsstelle des Vereins. Ein unmittelbar im Center Field an das Spielfeld angrenzender Turm ist markantes Wahrzeichen des Ballparks und trägt die namensgebende Inschrift „Memory-Field“.
Bei der Anlage handelt es sich um den Sportpark der einstigen US-Liegenschaft Kelley-Barracks.
Die Außenabmessungen des Baseballfelds betragen von der Homeplate aus gemessen ca. 313 Feet (95 m) bis zum Foul Pole im Left Field, ca. 361 feet (110 m) bis zum Turm im Center Field und ca. 305 feet (93 m) bis zum Foul Pole im Right Field. Im Right Field ist ein Softballfeld integriert.

## Mannschaften
Baseball
| 1. Herren      | DBV 2. Bundesliga Süd/West |
| 2. Herren      | HBSV Landesliga            |
| Junioren (U19) | HBSV Juniorenliga          |
| Jugend (U16)   | HBSV Jugendliga            |
| Schüler (U13)  | HBSV Schülerliga           |
| T-Ball (U9)    | HBSV T-Ball-Liga           |

Softball
| Mixed Slowpitch | Rhein-Main-Liga |
| Mixed Fastpitch | SWBSV Liga      |